# 萧衡
萧衡（？—747年），唐朝官员，出自兰陵萧氏。唐玄宗的驸马。

## 生平
萧衡官至太僕卿，娶唐玄宗的女儿新昌公主。733年，女儿萧氏出生（夫李錪）。其次是儿子萧戡、萧复、萧巽、萧升、萧鼎，未知是否有其她女儿。
天宝六载（747年），萧衡去世，新昌公主出家为女道士。唐肃宗女儿郜国公主嫁给了萧升，萧升的女儿萧氏则是唐德宗的太子李诵的太子妃。萧升死后，郜国公主放荡淫乱，与萧升的弟弟蜀州别驾萧鼎等人淫乱，以厌胜巫蛊之术诅咒唐德宗。唐德宗废郜国公主封号，流放萧鼎到岭南。太子李诵请离婚，萧复废居饶州。

## 家族

### 高祖父
- 蕭珣，后梁南海王。

### 曾祖父
- 蕭鈞，官至太子率更令。

### 祖父母
- 蕭灌，字玄茂，渝州長史。
- 京兆韦氏，韦云起之孙，秦州都督韦师实之女。

### 父母
- 蕭嵩，唐玄宗时宰相。
- 贺睿，通议大夫、随齐王文学、秘书学士贺绲曾孙女，唐朝太子中舍人、率更令、崇文馆学士赠杭州刺史贺敳孙女，万年县尉、罗州宰贺晦第七女。

### 兄长
- 萧华，唐肃宗时宰相。

### 夫人
- 新昌公主李氏，唐玄宗女。萧衡去世后，新昌公主出家为女道士。

### 儿子
- 萧戡，梓州别驾[2]。
- 萧复，德宗朝宰相。
- 萧升，太仆卿、驸马都尉，尚肃宗女郜国公主。

- 萧鼎，检校太常少卿、蜀州别驾、剑南西川营田副使，妻子窦氏，秘书监、驸马都尉窦锷之女[3]。

### 女儿
- 萧氏，嫁监察御史李錪[1]
- 萧氏，嫁宗室、大郑王房金吾大將軍李若冰[4]。

### 外/孙子女
- 萧氏，萧衡孙女，萧戡女，嫁德宗朝宰相齐抗[2]。
- 萧湛，萧衡孙，萧复子，常州义兴主簿，妻崔氏，摄大理评事兼监察御史崔泌之女[5]。
- 萧妃，萧衡孙女，萧升女，为太子顺宗李诵太子妃，后被德宗赐死。
- 萧供，萧衡孙，萧鼎子，河中司录参军[3]。
- 李铦，萧衡外孙，萧氏与李若冰之子，鄜坊观察使。

### 曾孙
- 萧實，萧衡曾孙，萧复孙，萧湛子，宣州南陵县主簿。
- 萧寘[5]，萧衡曾孙，萧复孙，萧湛子。
- 萧咸，萧衡曾孙，萧鼎孙，萧供子。
- 萧广[3]，萧衡曾孙，萧鼎孙，萧供子。